# Nut
Nut ókori egyiptomi égistennő. Su levegőisten és Tefnut páraistennő lánya, Geb földisten testvére és hitvese, a héliopoliszi enneád tagja. Gyermekei Ízisz, Ozirisz, Széth és Nebethet. A túlvilági fák istennője is; fa alakban gondoskodik az elhunyt táplálásáról.
Nut, akárcsak a legtöbb isten, számos mitikus történetben szerepel. Az emberek gonoszságától megundorodott Ré napisten a tehénné változott Nut hátán emelkedett az égbe, de az ókori egyiptomi naptár születésében is szerepet játszott: Plutarkhosz írja le, hogy a tízszer harminchat napos év 360 napjához Nut kockajátékban nyert még öt napot Thottól, hogy megszülhesse gyermekeit, akit Ré átka miatt az év egyik napján sem szülhetett meg.

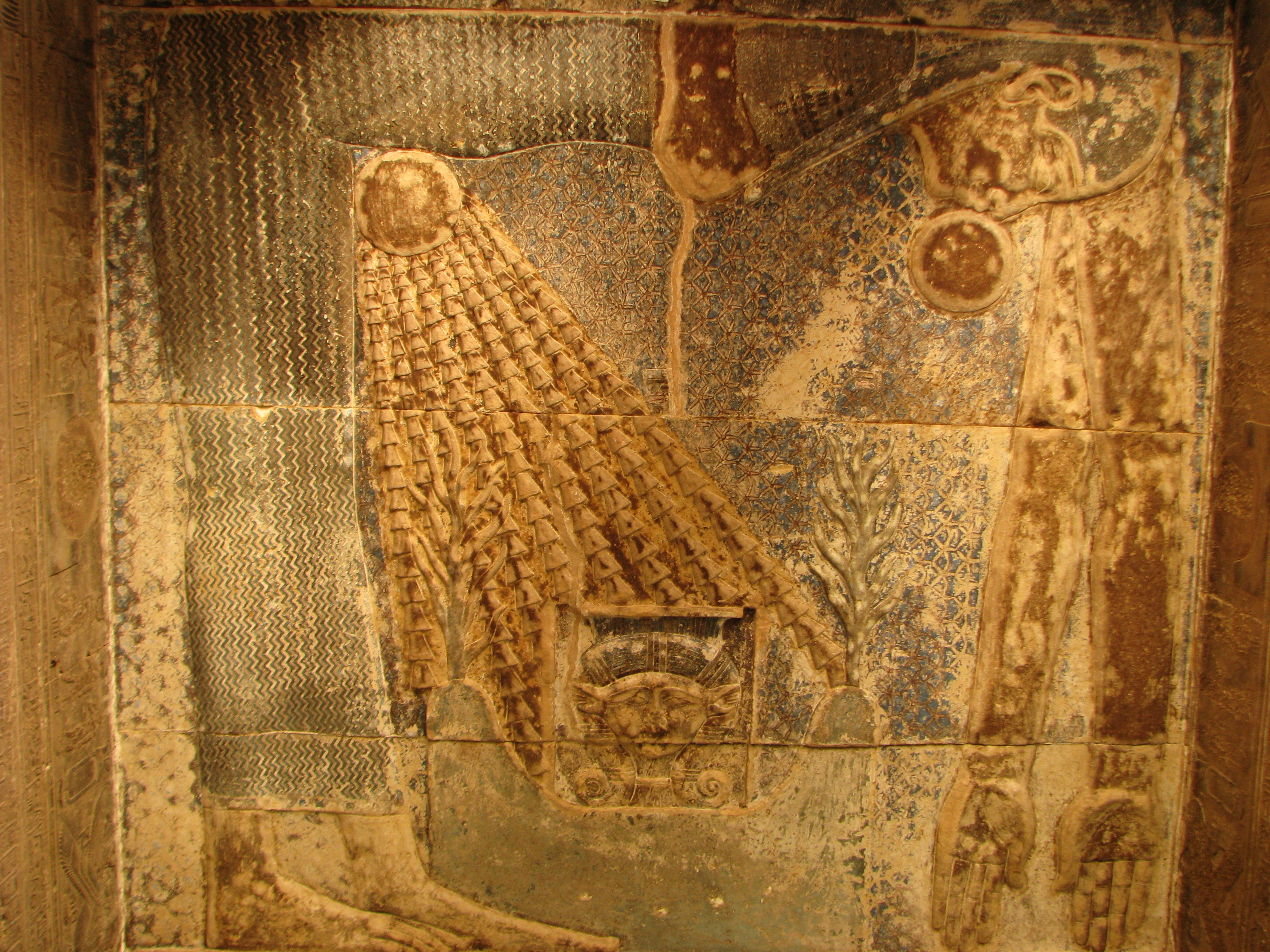
Nut a denderai Hathor-templom Nut-kápolnájának mennyezetén. Az istennő napnyugtakor lenyeli, napkeltekor újra megszüli Rét

Egy mítosz szerint Geb összeverekedett nővérével és feleségével, Nut égistennővel, mert az naponta felfalta a gyerekeiket – a csillagokat –, majd ismét megszülte valamennyit. Su szétválasztotta őket, Gebet lent hagyta vízszintes helyzetben, Nutot pedig felemelte.
Nutot főként úgy ábrázolták, hogy keze és lába érintette a földet, teste meghajlott, csillagok díszítették. Gyakori ábrázolás királysírokon, a halottak védelmezőjeként.